# Стублине (Илијаш)
Стублине су насељено место у Босни и Херцеговини, у општини Илијаш, које административно припада Федерацији Босне и Херцеговине. Према попису становништва из 2013. у насељу су живела 4 становника.

## Становништво
По последњем службеном попису становништва из 1991. године, у насељу Стублине су живела 2 становника. Сви становници су били Срби.